# Piuma il piccolo orsetto polare e l'isola misteriosa
Piuma il piccolo orsetto polare e l'isola misteriosa (Der kleine Eisbär 2 - Die geheimnisvolle Insel) è un film d'animazione tedesco del 2005, diretto da Piet De Rycker e Thilo Rothkirch. Il film è il sequel del film del 2001 Piuma, il piccolo orsetto polare.

## Trama
Il piccolo orsetto polare Lars ("Piuma" in italiano) parte per le isole Galàpagos insieme ai suoi inseparabili amici Robby e Caruso. Nel nuovo ambiente i tre incontreranno nuove specie divertenti di animali tra cui uccelli colorati, granchi dispettosi e tartarughe. Ma quando un gruppo di ricercatori perfidi tenterà di rapire uno dei nuovi amici di Lars, tutti si uniranno per respingerli.